# Momozono
Momozono (桃園天皇, Momozono-tennō), född 1741, död 1762, var regerande kejsare av Japan mellan 1746 och 1762. 